# Association pour le rayonnement de l'Opéra national de Paris
 (juillet 2024).
Pour les articles homonymes, voir Arop.
L'Association pour le rayonnement de l'Opéra national de Paris, ou AROP, est une association à but non lucratif créée en 1980. Reconnue d'utilité publique, elle a pour objectif de "favoriser, par tout moyen, le développement et le rayonnement de l'Opéra national de Paris". Grâce aux ressources qu'elle collecte chaque année, elle apporte à l’Opéra un soutien financier nécessaire à la poursuite de ses missions et contribue ainsi à sa vitalité artistique et à son rayonnement en France et dans le monde. 
Les dons recueillis et les bénéfices de ses manifestations exceptionnelles sont destinés à financer la création de nouveaux spectacles, les tournées du Ballet, les programmes de l'Académie, l’École de Danse, la 3e Scène, les publications, les expositions...
Pour la saison 2017/2018, l'AROP a collecté 16.208 millions de mécénat aux bénéfices de l'Opéra national de Paris.
Son conseil d'administration est présidé par Jean-Laurent Bonnafé.

## Les membres de l'AROP
L'association est ouverte à tout public.
Les membres de l'AROP sont des particuliers et des entreprises au nombre de 4500 dont l'adhésion annuelle va de 20 euros à 2 750 euros pour les particuliers et de 5 000 euros à 50 000 euros pour les entreprises. Cette qualité de membre leur permet un accès privilégié aux spectacles grâce à des priorités de réservation, à des soirées de prestige. Les membres Arop ont la possibilité d'assister à des séances de travail, des répétitions et des visites des coulisses. L'AROP propose également des activités culturelles exclusives comme des rencontres avec des artistes, des visites privées au Palais Garnier et à l'Opéra Bastille ou d'autres lieux culturels mais aussi des voyages en France ou à l'étranger. 

## Prix de l'AROP
Chaque année, depuis 1987, sont décernés les Prix de l'AROP, les Prix de la Danse à une jeune danseuse et un jeune danseur du Ballet de l'Opéra national de Paris et les Prix Lyriques à une chanteuse et un chanteur de l'Académie de l'Opéra. Les membres de l'Arop sont invités à voter parmi les jeunes artistes ayant interprété différents rôles pendant la saison précédente.

### Danse
- 1985/1986 : Karin Averty et Manuel Legris
- 1986/1987 : Élisabeth Maurin, Marie-Claude Pietragalla et Kader Belarbi
- 1989/1990 : Delphine Moussin, Lionel Delanoë et Gil Isoart
- 1992/1993 : Agnès Letestu, Eric Camillo et José Martinez
- 1993/1994 : Ghislaine Fallou, Nicolas Le Riche et Fabien Roques
- 1994/1995 : Aurélie Dupont, Yann Bridard et Emmanuel Thibault
- 1995/1996 : Miteki Kudo et Jean-Guillaume Bart
- 1996/1997 : Clairemarie Osta et Stéphane Phavorin
- 1997/1998 : Marie-Agnès Gillot et Benjamin Pech
- 1998/1999 : Nathalie Aubin et Yann Saïz
- 1999/2000 : Eleonora Abbagnato et Hervé Courtain
- 2000/2001 : Fanny Fiat et Emmanuel Thibault
- 2001/2002 : Émilie Cozette et Hervé Moreau
- 2002/2003 : Dorothée Gilbert et Christophe Duquenne
- 2003/2004 : Mathilde Froustey et Stéphane Bullion
- 2004/2005 : Myriam Ould-Braham et Florian Magnenet
- 2005/2006 : Laura Hecquet et Jean-Philippe Dury
- 2006/2007 : Sarah Kora Dayanova et Mathias Heymann
- 2007/2008 : Alice Renavand et Simon Valastro
- 2008/2009 : Éléonore Guérineau et Josua Hoffalt
- 2009/2010 : Charline Giezendanner et Marc Moreau
- 2010/2011 : Héloïse Bourdon et Fabien Révillon
- 2011/2012 : Charlotte Ranson et François Alu
- 2012/2013 : Amandine Albisson et Pierre-Arthur Raveau
- 2013/2014 : Léonore Baulac et Allister Madin
- 2014/2015 : Hugo Marchand et Hannah O'Neill
- 2015/2016 : Marion Barbeau et Germain Louvet
- 2016/2017 : Letizia Galloni et Paul Marque
- 2017/2018 : Bianca Scudamore et Pablo Legasa
- 2018/2019 : Roxane Stojanov et Simon Le Borgne
- 2019/2020 : Camille Bon et Thomas Docquir
- 2020/2021 : Bleuenn Battistoni et Guillaume Diop[1]
- 2021/2022 : Hohyun Kang et Andrea Sarri
- 2022/2023 : Inès McIntosh, Clara Mousseigne et Antonio Conforti

- 2023/2024 : Hortense Millet-Maurin et Jack Gasztowtt

### Opéra
Prix lyriques de l’AROP attribués depuis 1998 :
- 1997/1998 : Isabelle Cals (mezzo-soprano) et Josep Ribot (Prix spécial – baryton basse)
- 1998/1999 : Andrea Creighton (soprano) et Jean-Pierre Trevisiani (ténor)
- 1999/2000 : Sinéad Mulhern (soprano), Kevin Greenlaw (baryton) et Allison Cook (mezzo-soprano) / Prix LAMY SA
- 2000/2001 : Louise Callinan (mezzo-soprano), Nigel Smith (baryton)
- 2001/2002 : Anne-Sophie Ducret (soprano), Yuri Kissin (basse)
- 2002/2003 : Edel O’Brien (mezzo-soprano), Guillaume Antoine (basse)
- 2004/2005 : Natacha Constantin (soprano), David Bižić (baryton)
- 2005/2006 : Letitia Singleton (mezzo-soprano), Jason S. Bridges (ténor)
- 2006/2007 : Elena Tsallagova (soprano), Ugo Rabec (basse)
- 2007/2008 : Anna Wall (mezzo-soprano), Vincent Delhoume (ténor)
- 2008/2009  : Maria Virginia Savastano (soprano), Vladimir Kapshuk (baryton)
- 2009/2010 : Alissa Kolossova (mezzo-soprano), Stanislas de Barbeyrac (ténor)
- 2010/2011 : Marianne Crebassa (mezzo-soprano), Alexandre Duhamel (baryton)
- 2011/2012 : Ilona Krzywicka (soprano), Damien Pass (baryton-basse)
- 2012/2013 : Andreea Soare (soprano), Kevin Amiel (ténor)
- 2013/2014 : Agata Schmidt (mezzo-soprano), Oleksiy Palchykov (ténor)
- 2014/2015 : Olga Seliverstova (soprano), Pietro di Bianco (baryton-basse)
- 2015/2016 : Élisabeth Moussous (soprano), Piotr Kumon (baryton)
- 2016/2017 : Pauline Texier (soprano) et Mikhail Timoshenko (baryton-basse)
- 2017/2018 : Farrah El-Dibany (mezzo-soprano) et Maciej Kwaśnikowski (ténor)
- 2018/2019 : Angélique Boudeville (soprano) et Danylo Matviienko (baryton)
- 2019/2020 : Marie-Andrée Bouchard-Lesieur (mezzo-soprano) et Timothée Varon (baryton)
- 2020/2021 : Kseniia Proshina (soprano) et Fernando Escalona (contreténor)[1]
- 2021/2022 : Marine Chagnon (mezzo-soprano) et Alejandro Baliñas Vieites (basse)
- 2022/2023 : Margarita Polonskaya (soprano) et Thomas Ricart (ténor)